# Lygaeus elongatiabdominalis
Espèce
Lygaeus elongatiabdominalis est une espèce fossile d'insecte du sous-ordre des hétéroptères (punaises), de la famille des Lygaeidae, dans le genre Lygaeus.

## Classification
L'espèce Lygaeus elongatiabdominalis est décrite en 1937 par le paléontologue français Nicolas Théobald (1903-1981) dans sa thèse,. 

### Fossiles
L'holotype, référencé AS15, de l'ère Cénozoïque et de l'époque Oligocène (33,9 à 23,03 Ma), fait partie des collections de l'institut géologique de Strasbourg et vient du gisement fossile du gypse d'Aix-en-Provence dans le département des Bouches-du-Rhône.

### Étymologie
L'épithète spécifique elongatiabdominalis signifie en latin « allongement abdominal ».

## Description

### Caractères
La diagnose de Nicolas Théobald en 1937, : 

« Insecte de grande taille, de couleur brun jaunâtre sur le corps ; sur les antennes et les pattes aucune teinte n'est visible ; aucune ponctuation sur les téguments. Tête légèrement allongée, lobe médian saillant ; deux gros yeux latéraux de forme ovale ; deux ocelles rapprochées des yeux ; premier article des antennes court, les autres plus allongés. Le premier article dépasse à peine l'extrémité de la tête. Pronotum mal conservé ; forme trapézoïdale, côtés latéraux droits ; porte deux taches foncées sur les côtés et à l'arrière et deux autres, plus petites, dans la moitié antérieure ; une bande claire médiane. Hémélytres longs, le bord interne de la corie dépasse peu l'extrémité du scutellum ; membrane avec quelques nervures. L'extrémité de l'abdomen fait saillie à l'arrière, ce sont les organes génitaux, dévaginés sans doute lors de la fossilisation. Pattes robustes, cuisses fortes, en particulier les cuisses postérieures, qui de plus sont armées de dents. tibias minces, cylindriques. Tarses de deux articles, le premier étant plus long. »

### Dimensions
La longueur totale du corps est 17,5 mm, la tête a une longueur de 2,5 mm et une largeur de 2,5 mm, le pronutum une longueur de 5 mm et une largeur de 5 mm, le reste du corps une longueur de 10 mm et une largeur de 6 mm.

### Affinités
« Ce Lygaeus semble très voisin de L. militaris Fabr. qui vit dans les régions paléarctiques, en Afrique du Sud, dans les Indes. Il ne lui est pourtant pas identique, les cuisses III sont beaucoup plus renflées dans L. elongatiabdominalis que dans L. militaris. O. Heer décrit de Oeningen et de Radoboj plusieurs espèces de Lygaeus. L. Deucalionis de Radoboj est de taille voisine, mais s'en distingue nettement par son abdomen ovoïde. »

## Biologie
« Le g. Lygaeus a une extension presque universelle. Ces punaises vivent sur les herbes. »

### Publication originale
- [1937] Nicolas Théobald, « Les insectes fossiles des terrains oligocènes de France 473 p., 17 fig., 7 cartes,13 tables, 29 planches hors texte », Bulletin Mensuel de la Société des Sciences de Nancy et Mémoires de la Société des sciences de Nancy, Imprimerie G. Thomas,‎ 1937, p. 1-473 (ISSN 1155-1119 et 2263-6439, OCLC 786027547). .